# Atlanta (Kansas)
Atlanta è un comune degli Stati Uniti d'America, situato nello Stato del Kansas, nella Contea di Cowley.